# Pedro Rodríguez de la Borbolla Amoscótegui
|  | Aquest article tracta sobre el ministre. Si cerqueu el seu fill, president del Real Betis, vegeu «Pedro Rodríguez de la Borbolla y Serrano». |

Pedro Rodríguez de la Borbolla Amoscótegui de Saavedra (Sevilla, 1 de maig de 1855 - 13 de gener de 1922) va ser un advocat, polític i periodista espanyol, membre del Partit Liberal.

## Trajectòria política
Al llarg de la seva vida va exercir els següents càrrecs públics:
- Diputat per Sevilla en representació del Partit Liberal en onze ocasions, 1899, 1901, 1903, 1905, 1907, 1910, 1914, 1916, 1918, 1919 i 1920.
- Ministre d'Instrucció Pública amb Segismundo Moret (1906).
- Ministre de Justícia amb Álvaro Figueroa y Torres Mendieta comte de Romanones (1913).
- Alcalde de Sevilla (1918).

El seu fill Pedro Rodríguez de la Borbolla y Serrano va ser també polític, diputat a corts i president del Real Betis Balompié. El seu besnet José Rodríguez de la Borbolla és un polític actual afiliat al PSOE, va ser president de la Junta d'Andalusia.